# Eugène Bersier
Pour les articles homonymes, voir Bersier.
Eugène Bersier, né à Morges dans le canton de Vaud le 5 février 1831 et mort à Paris le 19 novembre 1889, est un prédicateur et pasteur d'origine suisse, descendant de huguenots français, et naturalisé français en 1855.
Il est pasteur de l’Église réformée de Paris (où il fonde le temple protestant de l'Étoile) et rédacteur de la Revue chrétienne. Outre plusieurs ouvrages sur le protestantisme, il est l'auteur de nombreux discours et sermons.
Sa fille se marie avec Émile Boutmy, fondateur de l'École libre des sciences politiques (Sciences Po), au temple qu'il a fondé.

## Principales publications
- Sermons, 4 vol., 1864-1876
- La Solidarité, 1870
- Histoire du Synode général de l'église réformée de France, 2 vol., 1872
- Liturgie à l'usage des églises réformées, 1874 (nouvelles éditions en 1876 et 1881)
- Projet de Révision de la Liturgie des Églises réformées de France, préparé sur l'invitation du Synode général officieux, 1888
- Mes actes et mes principes : réponse aux attaques de M. J.-F. Astié, 1877
- Le Régime synodal, examen des mesures à prendre pour en assurer l'exercice régulier dans l'église réformée de France, 1879
- Coligny avant les guerres de religion : études sur le XVIe siècle, 1884
- Que faire ? Aimer ! Manuel de la charité pratique destiné aux femmes, 1890
- Quelques Pages de l'histoire des huguenots, 1891
- Sermons choisis, 1891